# 日本租車
日本租車服務有限公司（日語：ニッポンレンタカーサービス株式会社）係日本一家經營汽車租賃、中古車販售的連鎖租車店，創設於1969年3月25日。目前該公司保有車輛數約39,500部，日本境內營業所約537家店鋪。該公司的規模在日本租車業裡排名第三，僅次於豐田租車與歐力士汽車。

## 概要
日本租車實際上由負責東京都、埼玉縣、神奈川縣、京都府等地的「日本租車都市網絡有限公司」（ニッポンレンタカーアーバンネット），以及東武鐵道、阪急電鐵、名古屋鐵道、近畿日本鐵道、南海電氣鐵道等鐵路或巴士公司集資成立，並由22家地方性子公司營運。因此各家子公司習慣在「日本租車」最後加上自家名稱以資區別，譬如「日本租車東武」、「日本租車阪急」等。各地營業所多半設置於私鐵車站的貨物倉庫旁、高架橋下等位置，在近畿地區許多大都市甚至混雜了各家私鐵營運的租車店。至於北海道或沖繩地區則比較單純，由當地交通業者加盟經營，且使用「日本租車北海道」、「日本租車沖繩」等公司名。
此外，「日本租車四國」的母公司琴平參宮電鐵在2009年因經營不善而倒閉，其巴士業務因而切割成琴參巴士公司，由香川縣讚岐市的巴士業者大川汽車接手。但是大川汽車並沒有承接日本租車四國的股票，因此日本租車四國現在完全成為日本租車的子公司。

### 關係企業
1. 日本自販有限公司（ニッポン自販株式会社）：中古車販售業務。
2. 日本租車風險管理有限公司（ニッポンレンタカーリスクマネジメント株式会社）：車輛損害保險相關業務。
3. 日本汽車整備有限公司（ニッポン自動車整備株式会社）：汽車保養維修相關業務。
4. 日本營業服務有限公司（ニッポン・ビソー・サービス有限会社）：營業用品相關業務。

## 沿革
- 1969年3月25日：創設日本租車服務有限公司。
- 1970年10月：創立子公司「日本保險服務有限公司」（ニッポンインシュアランスサービス株式会社，現已更名成「日本租車風險管理有限公司」〔〕）。
- 1974年6月：成立子公司「日本自販有限公司」（ニッポン自販株式会社）。
- 1977年6月：設立「第一俱樂部」（NO.1CLUB）的會員制度。
- 1987年7月：部分營業所開始24小時營業。
- 1992年4月：全國營業所數量達到1千家。
- 1994年7月：導入汽車衛星導航系統供消費者租用。
- 1996年7月：設置官方網站。
- 1997年3月：開設網路預約中心，並首創客戶即時答覆服務。
- 2003年10月：以蠟筆小新作為廣告代言人（迄2007年9月止）。
- 2009年9月：參與神奈川縣的EV電動車共享計畫（EVシェアリング事業）。
- 2018年12月：全國營業所停止24小時營業制度[1]。

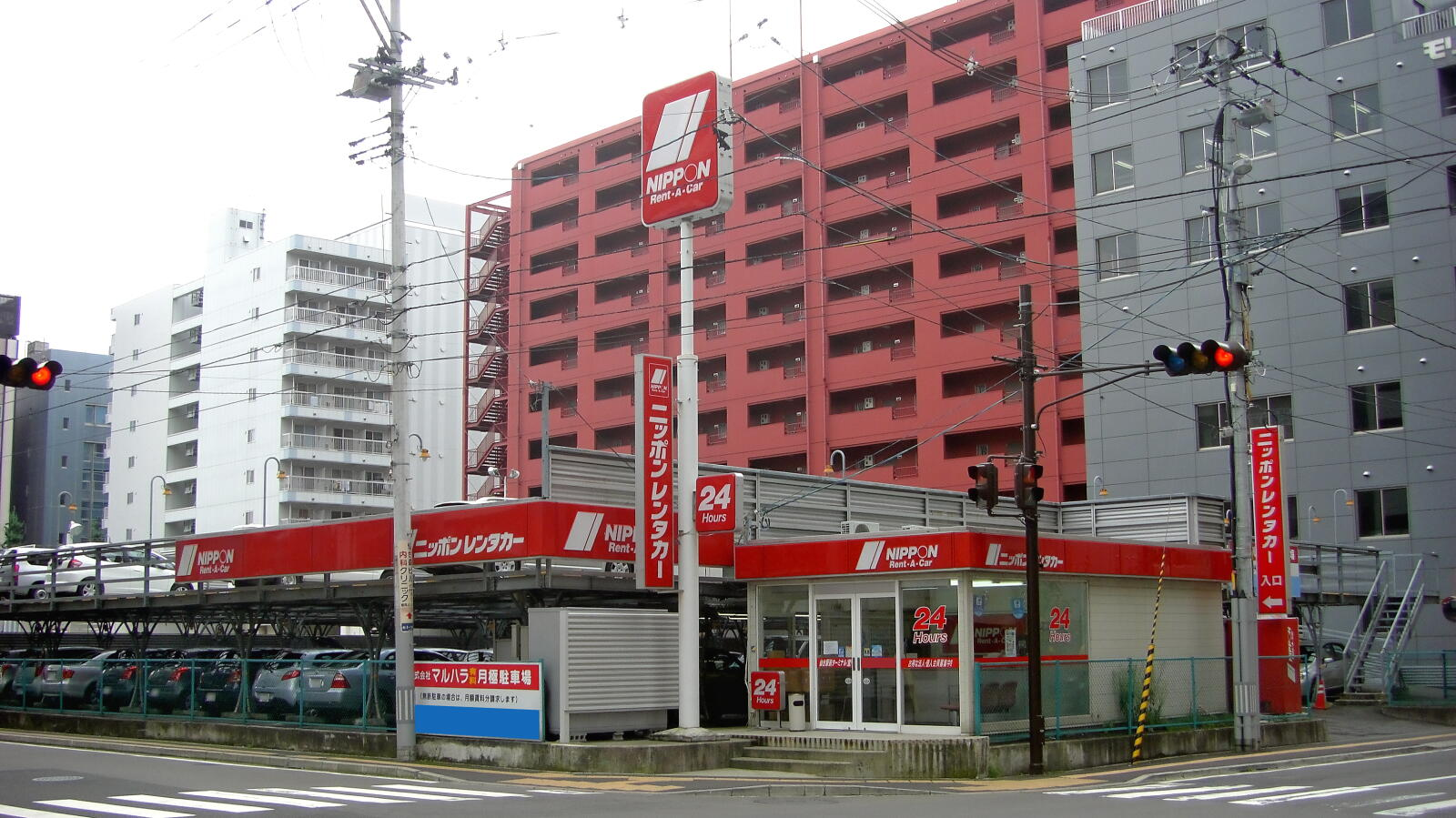
仙台車站店外觀
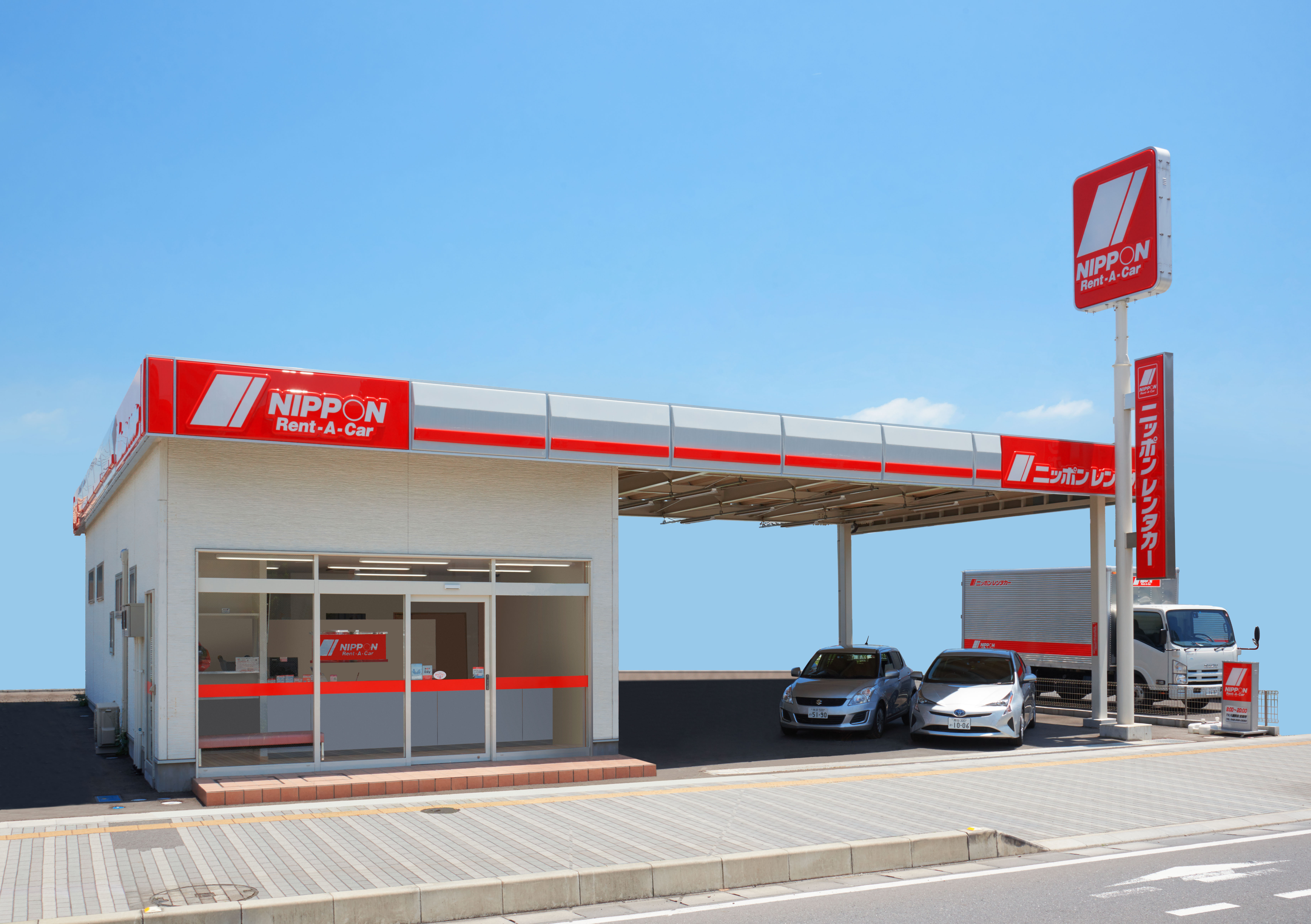
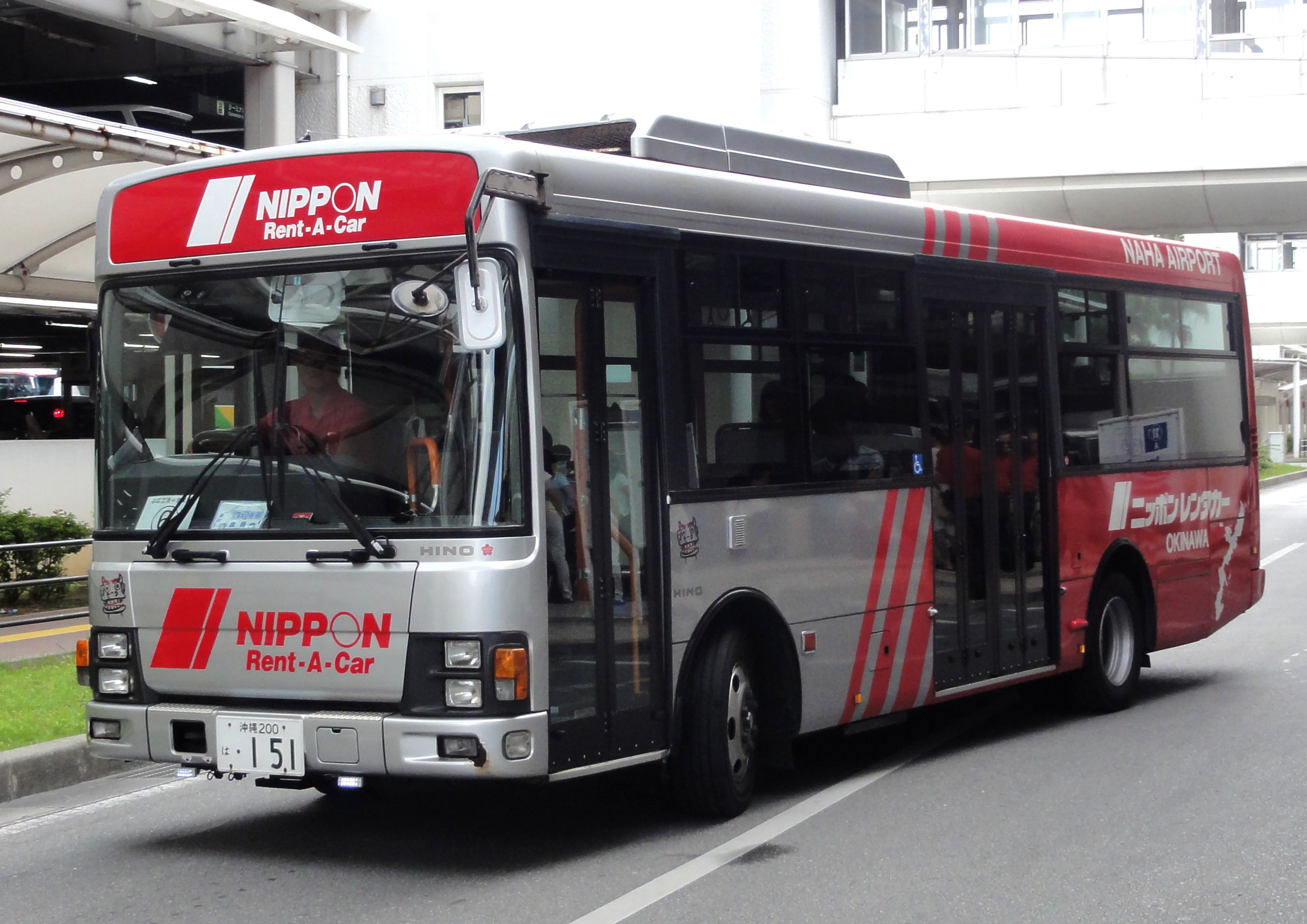
那霸機場接駁巴士

## 外部連結
- 官方網站 （页面存档备份，存于） （繁體中文）